# Heli
|  | Aquest article tracta sobre el gas heli. Vegeu-ne altres significats a «Heli (desambiguació)». |

L'heli és l'element químic de símbol He i nombre atòmic 2. És un gas monoatòmic inert, no tòxic, incolor, inodor i insípid que encapçala el grup dels gasos nobles en la taula periòdica. Els seus punts d'ebullició i de fusió són uns dels més baixos de tots els elements, i només existeix en forma de gas, excepte en condicions extremes.
El 1868, l'astrònom francès Pierre Janssen observà per primer cop una signatura de línia espectral en la llum solar en un eclipsi de sol. S'atribueix a Janssen el descobriment de l'element juntament amb Norman Lockyer, que observà el mateix eclipsi i fou el primer a proposar que la línia es devia a un nou element que anomenà heli. El 1903, es descobriren grans reserves d'heli als jaciments de gas natural dels Estats Units, que són de llarg el major subministrador d'aquest gas. L'heli s'utilitza en la criogènia, en sistemes de respiració en profunditat, per a refredar imants superconductors, en la datació per heli, per a inflar globus, per a proporcionar sustentació en dirigibles i com a gas protector en molts usos industrials (com en la soldadura per arc o en la producció d'oblies). La inhalació d'un volum reduït del gas canvia temporalment el timbre i la qualitat de la veu humana. El comportament de les dues fases fluides de l'heli-4 líquid, l'heli I i l'heli II és important per als investigadors que estudien la mecànica quàntica (en particular, el fenomen de la superfluïdesa) i per als que observen els efectes que tenen les temperatures properes al zero absolut sobre la matèria (com ara, la superconductivitat).
L'heli és el segon element més lleuger i és el segon element més abundant en l'univers observable. La majoria d'heli es formà durant el big-bang, però actualment es crea nou heli com a resultat de la fusió nuclear d'hidrogen a les estrelles. A la Terra, l'heli és relativament rar i és creat per la desintegració d'alguns elements, car les partícules alfa emeses consisteixen en nuclis d'heli. Aquest heli radiogen queda atrapat amb el gas natural en concentracions de fins a un 7% en volum, el qual s'extreu comercialment mitjançant un procés de separació a baixa temperatura anomenada destil·lació fraccionada.

## Història
La primera prova de l'heli fou observada el 18 d'agost del 1868, en forma d'una línia groga lluent amb una longitud d'ona de 587,49 nanòmetres en l'espectre de la cromosfera del Sol. La línia fou detectada per l'astrònom francès Pierre Janssen durant un eclipsi solar total a Guntur (Índia). Inicialment, s'assumí que aquesta línia era de sodi. El 20 d'octubre del mateix any, l'astrònom anglès Norman Lockyer observà una línia groga en l'espectre solar, que denominà línia de Fraunhofer D₃, car estava a prop de les línies conegudes del sodi D1 i D₂. Conclogué que era causada per un element del Sol desconegut a la Terra. Lockyer i el químic anglès Edward Frankland batejaren l'element amb el mot grec per dir «sol», ἥλιος (hélios).

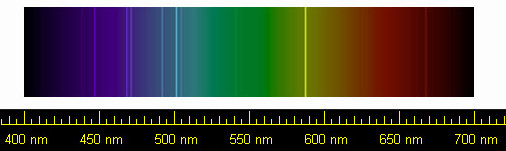
Línies espectrals de l'heli

El 26 de març del 1895, el químic britànic sir William Ramsay aïlla heli a la Terra, tractant el mineral cleveïta (una varietat d'uraninita amb almenys un 10% de terres rares) amb àcids minerals. Ramsay buscava argó, però, després de separar el nitrogen i l'oxigen del gas alliberat per l'àcid sulfúric, remarcà una línia groga lluent que es corresponia amb la línia D₃ observada en l'espectre solar. Aquestes mostres foren identificades com a heli per Lockyer i el físic britànic William Crookes. Aquell mateix any, l'heli fou aïllat independentment, també a partir de cleveïta, pels químics Per Teodor Cleve i Abraham Langlet a Uppsala (Suècia), que recolliren prou quantitat de gas per determinar-ne amb precisió el pes atòmic. L'heli també fou aïllat pel geoquímic estatunidenc William Francis Hillebrand abans del descobriment de Ramsayy, quan observà línies espectrals inusuals mentre experimentava amb una mostra del mineral uraninita. Tanmateix, Hillebrand atribuí les línies al nitrogen. La seva carta de felicitació a Ramsay és un cas interessant de descobriment i quasidescobriment en la ciència.
El 1907, Ernest Rutherford i Thomas Royds demostraren que les partícules alfa són nuclis d'heli, permetent que les partícules penetressin la prima paret de vidre d'un tub evacuat i després creant una descàrrega al tub per estudiar l'espectre del nou gas que es trobava a l'interior. El 1908, el físic neerlandès Heike Kamerlingh Onnes fou el primer a liquar l'heli, refredant el gas a una temperatura de menys d'un kelvin. Intentà solidificar-lo reduint encara més la temperatura, però no ho aconseguí, car l'heli no té una temperatura de punt triple en què els estats sòlid, líquid i gasós estiguin en equilibri. L'estudiant d'Onnes Willem Hendrik Keesom fou, finalment, capaç de solidificar 1 cm³ d'heli el 1926.
El 1938, el físic rus Piotr Leonídovitx Kapitsa descobrí que l'heli-4 gairebé no té viscositat a temperatures properes al zero absolut, un fenomen actualment conegut com a superfluïdesa. Aquest fenomen té a veure amb la condensació de Bose-Einstein. El 1972, els físics estatunidencs Douglas Dean Osheroff, David Morris Lee i Robert Coleman Richardson observaren el mateix fenomen en l'heli-3, però a temperatures molt més properes al zero absolut. Es creu que l'ocurrència del fenomen en l'heli-3 està relacionada amb l'aparellament de fermions d'heli-3 per formar bosons, de manera anàloga a com parells de Cooper d'electrons produeixen superconductivitat.

## Abundància i obtenció
L'heli és el segon element més abundant de l'Univers després de l'hidrogen i constitueix al voltant del 20% de la matèria de les estrelles, ja que intervé en el procés de fusió nuclear. L'abundància d'heli no pot ser explicada per la generada en les estrelles, encara que és consistent amb el model del big-bang, i es creu que la major part de l'heli existent es va formar en els tres primers minuts de l'Univers.
En l'atmosfera terrestre, hi ha de l'ordre de 5 ppm i es troba també com a producte de desintegració en diversos minerals radioactius d'urani i tori. A més, és present en algunes aigües minerals, en gasos volcànics i en certs jaciments de gas natural dels Estats Units, dels quals prové la majoria de l'heli comercial.
Durant molts anys, els Estats Units han produït al voltant del 90% de l'heli comercial del món, mentre que plantes d'extracció del Canadà, Polònia, Rússia i d'altres estats en produïen la resta. A principi de la dècada del 2000, Algèria i Qatar s'afegiren també com a productors d'heli, i es convertí ràpidament Algèria en el segon productor mundial.
L'heli pot sintetitzar-se bombardejant nuclis de liti o bor amb protons a alta velocitat.

### Extracció i ús
Després que una operació de perforació de petroli, el 1903 a Dexter (Kansas), produís un guèiser de gas que no es podia cremar, el geòleg de l'estat de Kansas Erasmus Haworth recollí mostres del gas que s'escapava i les dugué a la Universitat de Kansas a Lawrence, on, amb l'ajut dels químics Hamilton Cady i David McFarland, descobrí que, per volum, el gas consistia en un 72% de nitrogen, un 15% de metà (un percentatge combustible només si hi ha prou oxigen), un 1% d'hidrogen i un 12% d'un gas no identificable. Després de més anàlisis, Cady i McFarland descobriren que un 1,84% de la mostra del gas era heli. Això demostrà que, malgrat la seva raresa en termes generals a la Terra, hi havia heli concentrat en grans quantitats a sota de les Grans Planes americanes, disponible per a ser extret com a producte secundari del gas natural. Les reserves més importants d'heli es trobaven a Hugoton i jaciments de gas propers, al sud-oest de Kansas, i a les panhandles de Texas i Oklahoma.

## Característiques principals

### Propietats físiques
En condicions normals de pressió i temperatura, l'heli és un gas monoatòmic, i es pot liquar només en condicions extremes d'alta pressió i baixa temperatura. Té el punt de solidificació més baix de tots els elements químics, i és l'únic líquid que no pot solidificar-se abaixant la temperatura, ja que roman en estat líquid en el zero absolut a pressió normal. De fet, la seva temperatura crítica és de tan sols 5,19 K. Els sòlids ³He i 4He són els únics en els quals és possible, incrementant la pressió, reduir el volum més del 30%. La calor específica del gas heli és molt elevada i el seu vapor molt dens, i s'expandeix ràpidament quan s'escalfa a temperatura ambient.

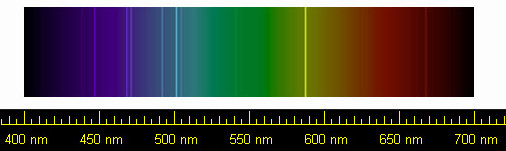
Espectre de l'heli

L'heli sòlid només existix a pressions d'aproximadament 100 MPa a 15 K (–248,15°C). Aproximadament a aquesta temperatura, l'heli sofreix una transformació cristal·lina, d'estructura cúbica a estructura hexagonal compacta; en condicions més extremes, es produïx un nou canvi, empaquetant-se els àtoms en una estructura cúbica centrada en el cos. Tots aquests empaquetatges tenen energies i densitats semblants, i es deuen els canvis a la forma en què els àtoms interaccionen.

Efecte font de l'heli-II

L'heli líquid (heli-4) es troba en dues formes distintes, heli-4 I i heli-4 II, entre els quals es produïx una brusca transició a 2,1768 K (punt lambda) a la pressió de vapor. L'He-I, per damunt d'eixa temperatura és un líquid normal, però l'He-II, per davall d'aquesta, no s'assembla a cap altra substància i es converteix en un superfluid les inusuals característiques del qual es deuen a efectes quàntics, un dels primers casos en què s'han observat a escala macroscòpica.
L'heli-II té una viscositat nul·la, per la qual cosa fluïx amb facilitat a través de finíssims capil·lars a través dels quals l'heli-I no pot fluir i té, a més, una conductivitat tèrmica molt major que qualsevol altra substància. Exhibix un efecte font, de manera que si se submergix parcialment un tub amb un extrem capil·lar en heli-II i s'escalfa el tub per a superar el punt lambda, l'heli-II s'abocarà per l'extrem lliure del tub a manera de font; produint-se un flux constant d'heli-II a través del capil·lar cap al tub escalfat.
Inversament, quan es força el pas d'heli-II a través d'un capil·lar, el líquid es refreda. Les pulsacions de calor es propaguen a través del líquid de manera anàloga a com ho fa el so, un fenomen que es denomina, per això, segon so. A més, l'heli-II té la capacitat de reptar, de manera que qualsevol sòlid en contacte amb aquest es cobreix amb una capa d'entre 50 i 100 àtoms de gruix a través de la qual el líquid pot fluir a una velocitat que depèn de la temperatura; de fet, si se submergix parcialment un atuell amb el fons estanc en un llit d'heli-II, aquest reptarà per les parets exteriors de l'atuell omplint-la fins que els nivells en aquests dos s'igualen; aquesta propietat dificulta, per raons òbvies, la construcció de recipients per a l'heli-II.

### Propietats químiques
Atès que l'heli és un gas noble, en la pràctica no participa en les reaccions químiques, encara que sota la influència de descàrregues elèctriques o bombardejat amb electrons forma compostos amb el wolframi, iode, fluor i fòsfor.

## Isòtops

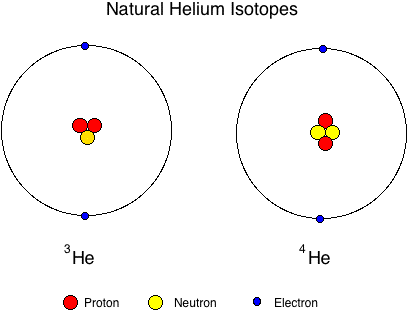
Isòtops naturals de l'heli

L'isòtop més comú de l'heli és el 4He, el nucli del qual és constituït per dos protons i dos neutrons. La seva excepcional estabilitat nuclear es deu al fet que té un nombre màgic de nucleons, és a dir, una quantitat que es distribuïx en nivells complets (de mode anàleg a com es distribuïxen els electrons en els orbitals).
Nombrosos nuclis pesants es desintegren emetent un nucli de 4He; aquest procés, que es denomina desintegració alfa i pel qual al nucli emès se l'anomena partícula alfa, és l'origen de la majoria de l'heli terrestre. Aquest fenomen es representa amb l'equació següent: 
Amb l'urani, per exemple:
L'heli té un segon isòtop, el ³He, així com d'altres més pesants que són radioactius. L'heli-3 és pràcticament inexistent en la Terra, ja que la desintegració alfa produïx exclusivament nuclis d'heli-4 i tant aquests com l'heli atmosfèric escapen a l'espai en períodes geològics relativament curts.
Aquests dos isòtops es van produir en el big-bang i quantitats significatives es continuen produint per mitjà de la fusió de l'hidrogen en les estrelles seguint la cadena protó-protó.

## Aplicacions

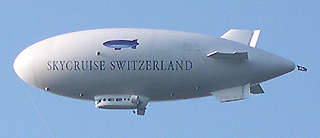
Dirigible ple d'heli

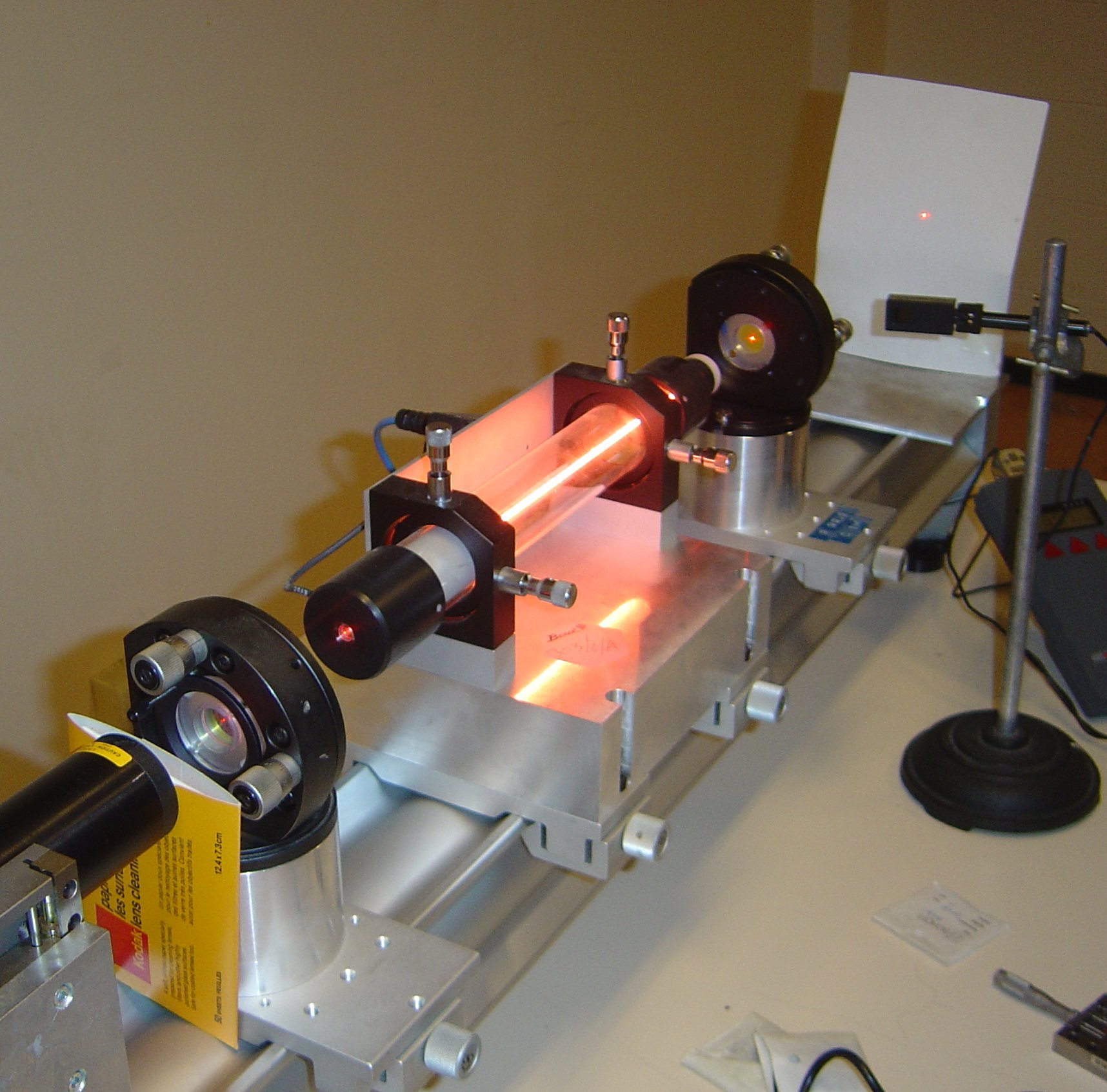
Làser d'heli-neó

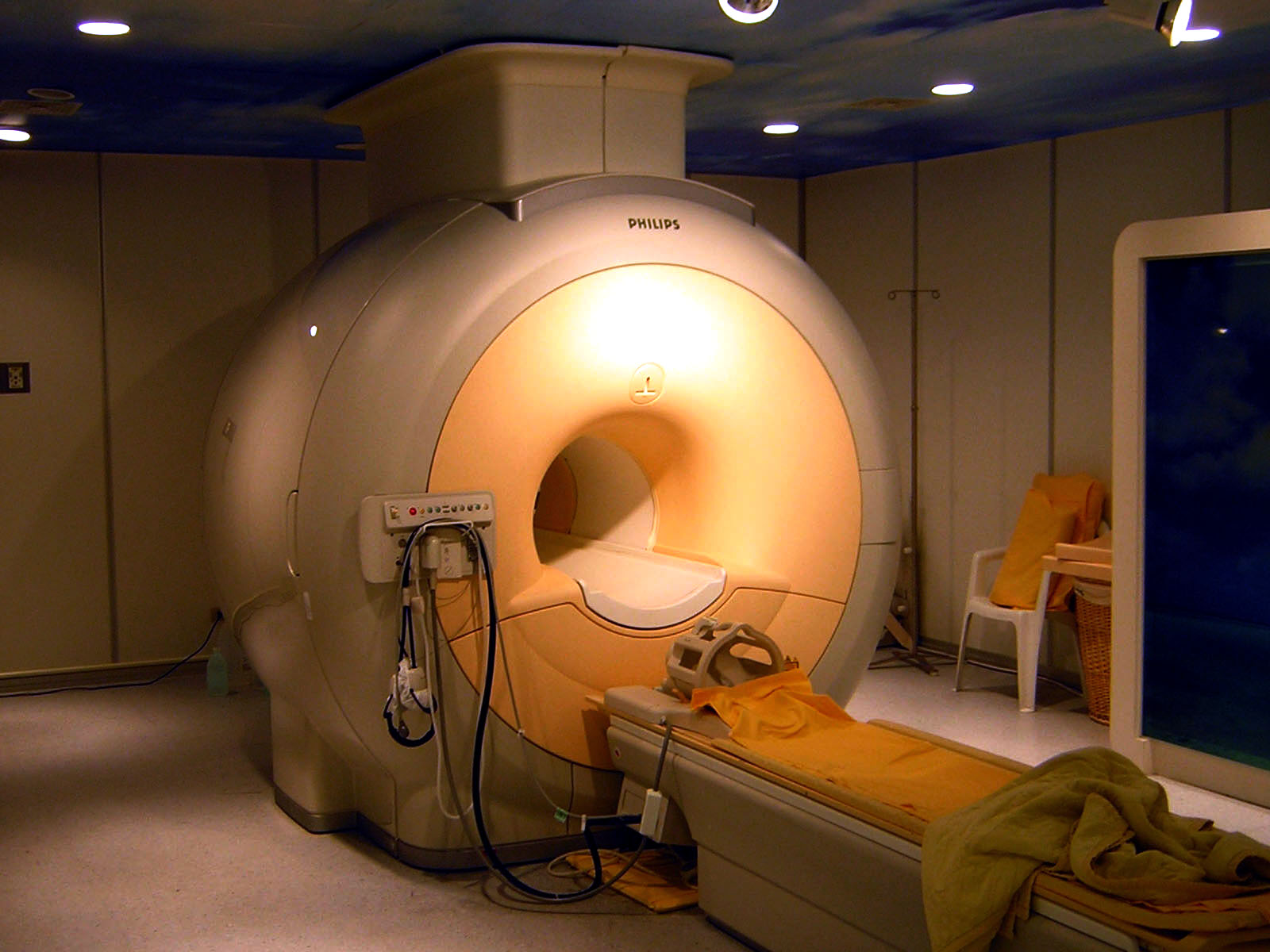
Escàner de ressonància magnètica que empra heli en el sistema de refrigeració

L'heli és més lleuger que l'aire i, a diferència de l'hidrogen, no és inflamable, però el seu poder ascensional és un 8% menor que el d'aquest, per la qual cosa s'empra com a gas de farciment en globus i zeppelins publicitaris, d'investigació atmosfèrica i, fins i tot, per a reconeixements militars.
Encara que n'és l'anterior la principal, l'heli té més aplicacions: 
- Les atmosferes heli -oxigen s'empren en la immersió a gran profunditat, ja que l'heli és inert, menys soluble en la sang que el nitrogen i es difon 2,5 vegades més de pressa que aquest, la qual cosa reduïx el temps requerit per a la descompressió, encara que aquesta ha de començar a major profunditat, i elimina el risc de necrosi per nitrogen (borratxera de les profunditats).
- Pel seu baix punt de liqüefacció i evaporació, pot utilitzar-se com a refrigerant en aplicacions a temperatura extremament baixa, com en imants superconductors i investigació criogènica a temperatures pròximes al zero absolut.
- En cromatografia de gasos, s'usa com a gas portador inert.
- L'atmosfera inerta d'heli s'empra en la soldadura per arc i en la fabricació de cristalls de silici i germani, així com per a pressuritzar combustibles líquids de coets .
- En túnels de vent supersònics.
- Com a agent refrigerant en reactors nuclears.
- L'heli líquid troba cada vegada major ús en les aplicacions mèdiques de la imatge per ressonància magnètica (RMI).
- Juntament amb el neó, s'empra en els anomenats làsers d'heli-neó.

## Precaucions

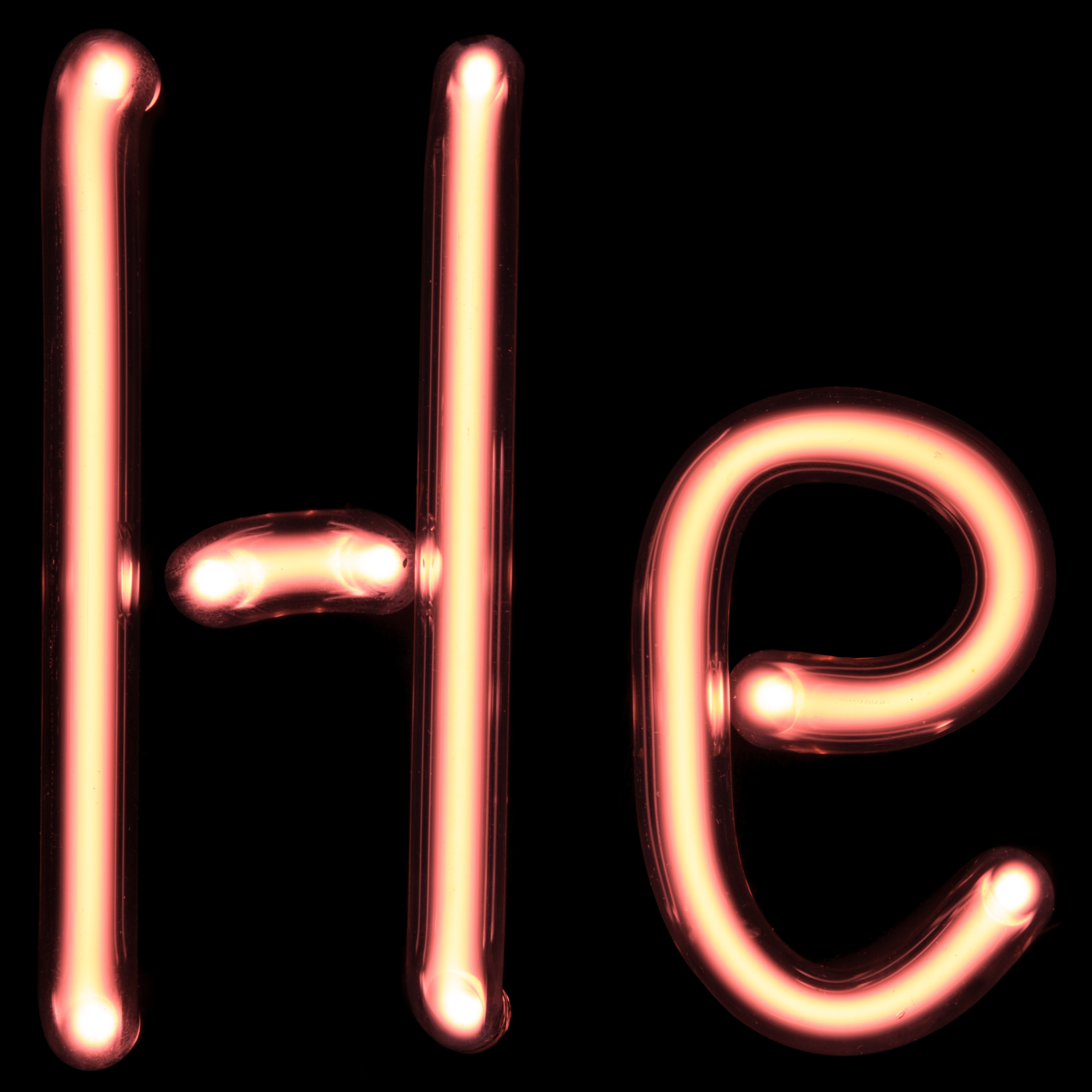
Tub d'heli

La veu d'una persona que ha inhalat heli sona més aguda del normal de manera temporal, i s'assembla a la d'alguns personatges de dibuixos animats (encara que les veus d'aquests personatges, generalment, es produïen canviant el to de les veus normals). Aquest efecte es produeix perquè la velocitat del so en heli és gairebé tres vegades més ràpida que en l'aire. Com a resultat, quan s'inhala heli, es produeix un augment en les freqüències ressonants del tracte vocal. La tonalitat més alta percebuda és només a causa d'una modulació de freqüències diferent de la veu, ja que la freqüència fonamental de les cordes vocals resta més o menys inalterada.
Encara que l'efecte vocal de la inhalació d'heli pot ser divertit, també pot ser perillós si es fa amb excés. La raó no és per la toxicitat o cap propietat de l'heli sinó simplement per la manca de l'oxigen necessari per a la respiració normal. En els mamífers (amb l'excepció notable de les balenes), el reflex de la respiració no és provocat per la manca d'oxigen, sinó per l'excés de diòxid de carboni. Per tant, una persona podria no adonar-se de la manca de l'oxigen suficient i produir-se una pèrdua de coneixement, amb danys al cervell i, fins i tot, la mort per asfíxia en casos extrems. També, si l'heli s'inhala directament des de bombones pressuritzades, pot provocar la ruptura de teixit pulmonar per excés de pressió.
L'heli, en condicions estàndards, no és tòxic, ni té cap rol biològic i es troba a nivell de traça en la sang humana. A pressions altes, una mescla d'heli i oxigen (heliox) pot provocar la síndrome nerviosa per alta pressió. Una petita proporció de nitrogen en la mescla pot alleujar el problema.
Els dipòsits d'heli gas de 5 a 10 K han d'emmagatzemar-se com si continguessin líquid a causa del gran increment de pressió que es produïx en escalfar el gas a temperatura ambient.